# 제주여객
제주여객(濟州旅客)은 제주특별자치도 제주시의 시외버스와 시내버스 운송 업체이며, 본사는 제주특별자치도 제주시 서광로2길 39 (오라일동)에 위치해 있다.

## 연혁
- 1943년 8월 30일 : 회사 설립

## 운행 노선

### 급행버스
- ● 102번 : 제주버스터미널 ↔ 제주국제공항 ↔ 일주서로 ↔ 서귀포버스터미널
- ● 121번,122번 : 제주국제공항 ↔ 번영로 ↔ 비자림로 ↔ 제주민속촌 (122번은 하루 3회 운행)

### 간선버스
- ● 202번 : 제주버스터미널 ↔ 일주서로 ↔ 서귀포등기소
- ● 221번,222번 : 제주버스터미널 ↔ 번영로 ↔ 비자림로 ↔ 제주민속촌
- ● 291번,292번 : 제주버스터미널 ↔ 중산간서로 ↔ 하귀리(애월읍) ↔ 한림체육관
- ● 315번 : 수산회차지 ↔ 월광로 ↔ 제주국제공항 ↔ 동문로터리 ↔ 제주국제여객선터미널
- ● 316번 : 하귀2리(번대동) ↔ 오광로 ↔ 제주국제공항 ↔ 삼양종점(삼양1동)

## 보유 차량

#### 자일대우버스
- 자일대우 NEW BS106
- 자일대우 FX116 하모니

#### 현대자동차
- 현대 그린시티
- 현대 뉴 슈퍼 에어로시티
- 현대 일렉시티
- 현대 유니버스 스페이스 엘레강스
- 현대 뉴 프리미엄 유니버스 엘레강스

#### KGM커머셜
- 에디슨모터스 E-화이버드
- KGM 스마트 110

#### 우진산전
- 우진산전 아폴로 1100

## 같이 보기
- 제주특별자치도의 시내버스